# Partizanskaïa (métro de Moscou)
Partizanskaïa (en russe : Партиза́нская et en anglais : Partizanskaya), est une station de la ligne Arbatsko-Pokrovskaïa (ligne 3 bleue) du métro de Moscou. Elle est située sur le territoire du raïon Izmaïlovo dans le district administratif est de Moscou.
La station dessert le parc Izmaïlovskii, le marché d'Izmaïlovo (marché d'artisanat et de souvenirs) et le Kremlin d'Izmaïlovo.
Elle est nommée Izmaïlovskaïa lors de son ouverture en 1944, puis renommée Izmaïlovski park en 1963, et elle prend son nom actuel en 2005.

## Situation sur le réseau
Établie en souterrain, à 9 mètres sous le niveau du sol, la station Partizanskaïa est située au point 0102+03 de la ligne Arbatsko-Pokrovskaïa (ligne 3 bleue), entre les stations Izmaïlovskaïa (en direction de Chtchiolkovskaïa), et Semionovskaïa (en direction de Piatnitskoïe chosse).

## Histoire
La station Izmaïlovskaïa est mise en service le 18 janvier 1944, lors de l'ouverture à l'exploitation de la section de Kourskaïa à Partizanskaïa.
La station Izmaïlovskaïa est renommée Izmaïlovski park le 20 août 1963.
Izmailovo Park est renommée Partizanskaïa le 30 mai 2005.